# Branko Horvat
Branko Horvat (Petrinja, 24. srpnja 1928. – Zagreb, 18. prosinca 2003.) bio je hrvatski ekonomist, pedagog i političar.

## Životopis
Horvat je rođen u obitelji kirurga Artura Horvata, židovskoga podrijetla i njegove supruge Dolores, rođene Stöhr, profesorice glasovira. Izjašnjavao se Hrvatom, a tako su ga poimali i u inozemstvu. Zbog očeva posla preselio se u Požegu, gdje je završio osnovnu i srednju školu (gimnaziju). Tijekom srednjeg školovanja, 1944. godine, odlazi s ocem u partizane. Nakon rata, studira ekonomiju koju diplomira 1952. godine. Oženio je Ranku Peašinović, sveučilišnu profesoricu. Ima dvije kćeri, Branku, profesoricu medicine u Francuskoj, i Olgu, koja je školovana umjetnica.
Prvi doktorat iz ekonomije stječe 1955. na temu naftne privrede.
Godine 1959. brani drugi doktorat u Manchesteru, na temu teorije planskog gospodarstva. Unatoč svim svojim sposobnostima, nije dobio mjesto na Fakultetu u Zagrebu sve do 1975. godine. Na istome je radio do 1992., kada zbog političkih okolnosti status predavača nije produljen.
Bio je gost predavač na velikom broju sveučilišta, instituta i inih znanstvenih ustanova na svim kontinentima, u državama različitih gospodarskih sustava i gospodarske snage, od SAD-a do Sudana. Njegovo znanje nije ostalo ograničeno na akademsko stakleno zvono; bio je savjetnik vlada nekolicini država diljem svijeta.
Za svoju knjigu "Politička ekonomija socijalizma" Američko društvo ekonomista predložilo ga je za Nobelovu nagradu. Kao zanimljivost valja navesti da mu ta knjiga zbog njena oštra nepodilazećeg stava socijalističkim sustavima nije bila izdana prvo u Jugoslaviji, nego je svoje prvo izdanje imala na engleskom jeziku. Ista je bila proglašena knjigom godine u SAD-u.
Poznat je kao ekonomski teoretičar, posebice u području radničkog samoupravljanja i "triju vidova demokracije". Po njemu su ugledna ekonomska imena uvela izraz marksizam-horvatizam u ekonomsku teoriju. Ekonomski teoretičari su ocijenili, da bi ga Joseph Schumpeter, da je bio živ u Horvatovo vrijeme, sigurno naveo u svojim djelima kao jednog od utjecajnih imena ekonomske teorije.

### Poslije 1989. godine
Horvat se politički angažirao pred raspad SFRJ, pokrenuvši UJDI, a početkom 1990-ih, utemeljuje Socijalno-demokratsku uniju. Bezgranično je i prenaivno vjerovao u moć ekonomije i njenog obuzdavanja ponašanja u doba velikih nacionalnih previranja, ne shvaćajući okrutnost zbilje. Stoga je njegovo nadobudno zalaganje za Balkansku ekonomsku uniju za vrijeme srpsko-crnogorske agresije na Hrvatsku bilo doživljeno kao nesuvisle i mahnite izjave ostarjelog političara, što je rezultiralo njegovim izgurivanjem na političku marginu u Hrvatskoj.
Na savjetovanju "Ekonomska politika Hrvatske 2002" u Opatiji u studenome 2001. godine održao je predavanje "Da li će Hrvatska ući u EU", na kome je tvrdio da Hrvatska nikada neće ući u EU te da to nije samo njegovo nego i mišljenje ljudi iz europskih političkih krugova. Obrazložio je to tako što Hrvatska ne bi mogla preživjeti u Europskoj uniji bez velikih subvencija, na što bi zemlje koje sada primaju subvencije EU poput Irske, Italije, Portugala, Španjolske i Grčke uložile veto. To pak govori da Hrvatska ni na koji način ne može ući u EU. Ako pak ostane sama i izolirana, onda to vodi u nastavak dosadašnje degradacije i osiromašenja.

## Djela
- Kakvu državu imamo, a kakvu državu trebamo?, Prometej, Zagreb, 2002., ISBN 953-6460-29-7
- Dinamični gospodarski razvoj, Dom i svijet, Ekonomski fakultet Sveučilišta u Zagrebu, Zagreb, 2007., ISBN 978-953-238-021-7

## Unutarnje poveznice
- unuk Antuna Stöhra, skladatelja

## Vanjske poveznice
|  | Wikicitati imaju zbirke citata o temi Branko Horvat |